# Boury
Boury is een restaurant in Roeselare met drie Michelinsterren. Het restaurant wordt geleid door chef-kok Tim Boury en zijn echtgenote en gastvrouw Inge Waeles. Als sommeliers in Boury actief zijn Mathieu Vanneste en Pieter Godts, voordien Frederik Nerinckx.

## Geschiedenis
Chef-kok Tim Boury (1983) volgde Technisch Secundair Onderwijs aan de Hotelschool Ter Duinen tot 2001.  Hij liep stage bij Comme chez soi, Les Forges du Pont d’Oye, Restaurant Saint-Nicolas en De Steenen Haene en werkte twee jaar in dienstverband in de keuken van Pierre Wynants in de Comme chez soi, vier jaar in de keuken van Sergio Herman bij Oud Sluis en vervolgens werd hij drie jaar chef-kok in de Belga Queen in Gent. Gastvrouw Inge Waeles studeerde, een jaar lager, ook aan de Hotelschool Ter Duinen, werkte van 2002 tot 2004 ook – als chef de partie – in de Comme chez Soi, waar zij een koppel werden, en was nadien actief in Hof van Cleve en de Auberge du Pecheur.
Boury en zijn echtgenote en gastvrouw Inge Waeles openden in Roeselare hun eigen restaurant Boury aan de Diksmuidsesteenweg in oktober 2010. Een jaar later mochten ze hun eerste Michelinster ontvangen bij de presentatie van de Michelingids 2012. GaultMillau gaf het restaurant in 2013 een 16/20 en Boury zelf kreeg dat jaar de titel 'Jonge topchef van Vlaanderen'. 
In 2016 verhuisde het restaurant van de Diksmuidsesteenweg naar een grotere locatie in een villa aan de Rumbeeksesteenweg waar het zondag 8 mei 2016 weer opende. De nieuwe locatie bood onder de naam Caspium enkele gastenkamers die gasten toelaten na het diner te overnachten en beschikte ook over een aparte ruimte ingericht voor private feestjes, meetings en conferenties, Musa. Met de broer van de chef-kok, Ben Boury – actief in de zaak sinds 2015 – werd via Boury Bottled ook onder meer een eigen bier Flavas, een eigen gin, limoncello, kruidenlikeur en vermout gelanceerd en werd met de Boury Academy ook opleidingsmogelijkheden voor jonge chef-koks aangeboden.
GaultMillau laureerde Tim Boury als Chef van het Jaar 2017. In november 2017 werd de Michelingids 2018 voorgesteld en volgde voor het restaurant de tweede ster. GaultMillau gaf 17,5/20 in 2019. 
In mei 2022 werd Boury bekroond met een derde ster. De inspecteurs van de sterrengids vermeldden de «créations méticuleuses» (minutieuze creaties), die getuigen van «profondeur classique et verve créative et font de cet établissement un exemple de gastronomie contemporaine» (klassieke diepgang en creatieve verve en maken dit etablissement tot een voorbeeld van hedendaagse gastronomie). Om af te sluiten met het lovende «jeux de saveurs et textures, précision des assaisonnements ou encore originalité des sauces tutoient la perfection» (het samenspel van smaken en texturen, de precisie van de kruiding en de originaliteit van de sauzen zijn allemaal perfect).